# Retaules ceràmics de Potries
Els Retaules ceràmics de Potries, són una col·lecció de quatre retaules ceràmics ubicats a la façana de quatre edificis diferents d'aquesta localitat, que presenten diferent catalogació i protecció per part de la Conselleria de Cultura de la Generalitat Valenciana.

## Retaule ceràmic de la Mare de Déu dels Desemparats.

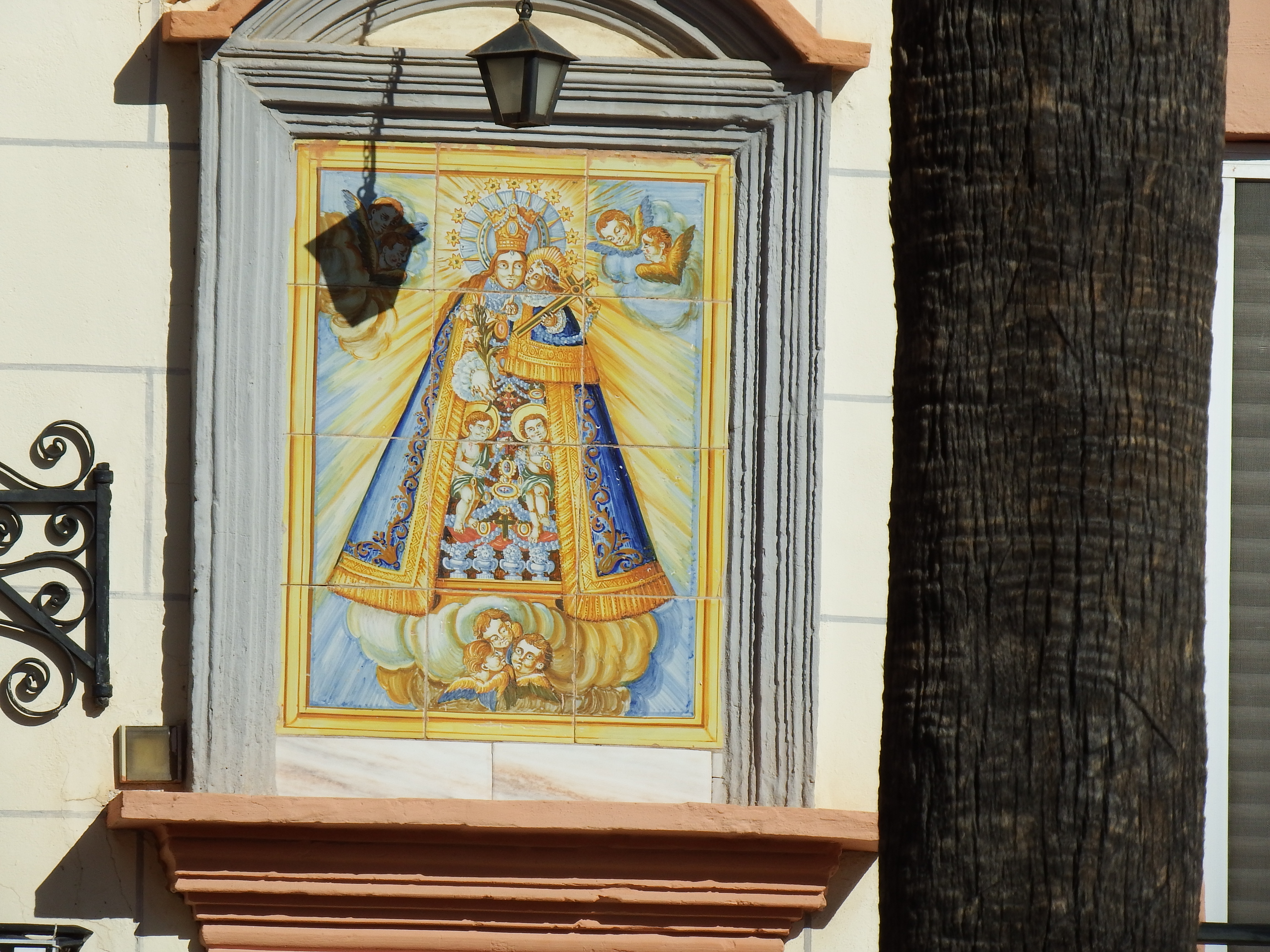

Aquest retaule, de format rectangular vertical (de dimensions 0,8x0,6 m), compost per 12 peces de 0,2x0,2 m; està catalogat de manera genèrica, i des de l'any 1998, com a Bé de Rellevància Local, amb codi identificatiu 46.198-9999-000004.
Està localitzat a la façana de l'edifici de la Plaça del País Valencià, 4, a la localitat de Potries, comarca de la Safor de la província de València. Se situa a nivell del primer pis, a l'esquerra del balcó. La data de construcció és de principis del segle XIX, presentant en l'actualitat un bon estat de conservació, tot i comptar amb lleus escrostones a la cornisa. Tot i això, els experts consideren que el risc de destrucció és molt alt; per això l'interès de la seva protecció a través de la catalogació.
El retaule ceràmic és una peça d'excel·lent dibuix i època, culta i molt ben conjuntada amb la fornícula acadèmica (presenta un marc de ric motlluratge compost, àmplia lleixa amb terra de rajoles; frontó corb motllurat cobert de taulelleria incrustada; conserva ganxo central superior per a fanal realitzat amb motllures de guix pintades Té un format rectangular amb remat corb i les seves dimensions són 1,5 x 1 m)
La Mare de Déu està dreta, sobre una peanya ennuvolada, amb mantell cònic de color blau, coronada i amb nimbe ornamentat entre resplendors, a més sosté el nen Jesús a la mà esquerra i a la dreta té una vara de assutzenes. L'orla té bossell i filet groc i taronja.
Realitzat amb pintura ceràmica polícroma vidrada sobre fons estannífer llis. No té inscripcions.

## Retaule ceràmic de la Mare de Déu del Pilar

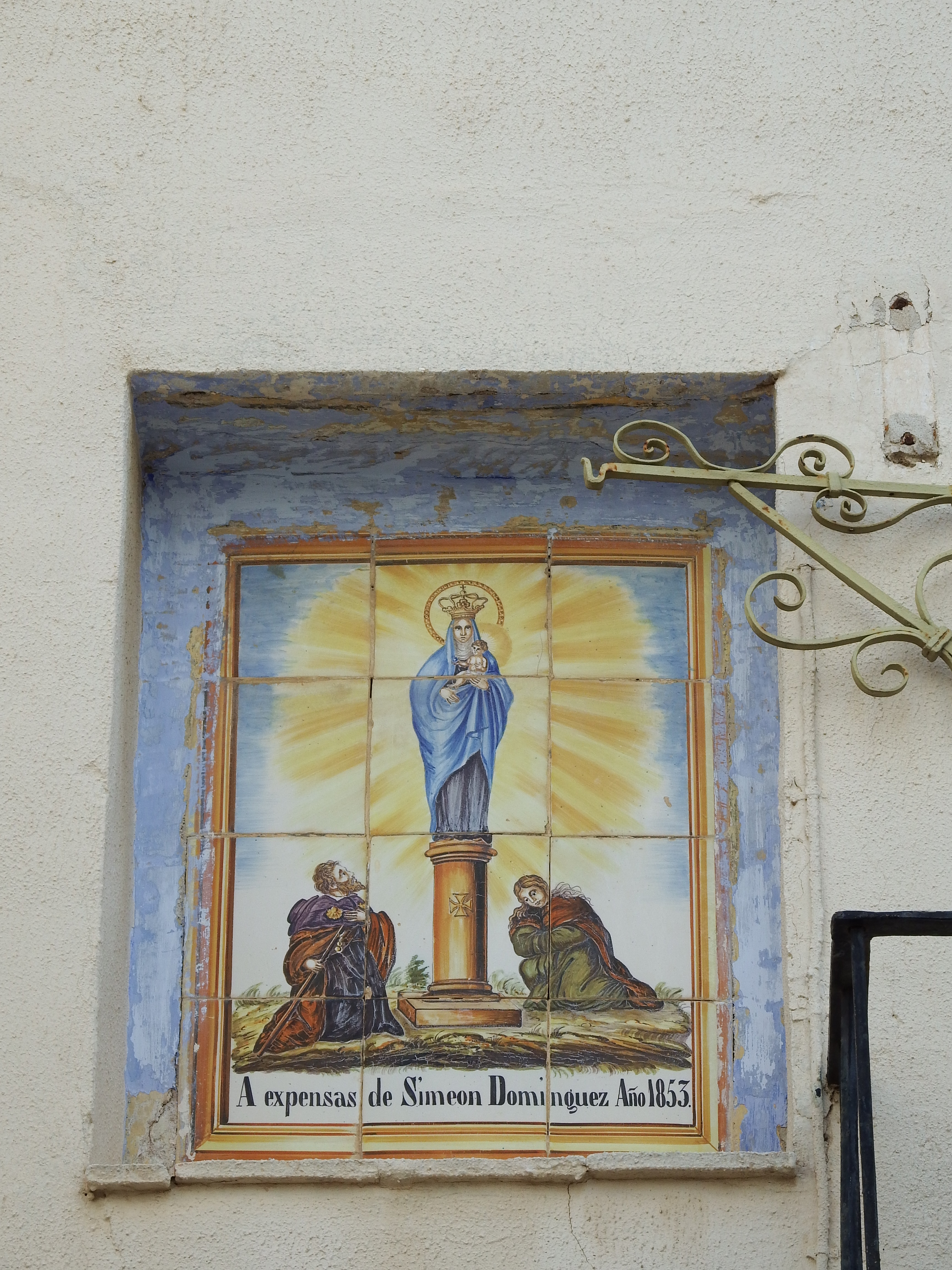

Aquest retaule té un format rectangular vertical, amb dimensions de 0,8 x 0,6 mi un total de 12 peces (de 0,2 x 0,2 m cadascuna). Presenta una fornícula en forma d'un nínxol rectangular (amb dimensions d'1,2 x 1 m) emblanquinat i pintat de blau amb lleixa de rajoles; conserva ganxo de ferro forjat de desplaçament horitzontal (a l'esquerra) per al fanal. Realitzat en maçoneria arrebossada i emblanquinada.
Presenta una protecció en forma de catalogació genèrica, des de 1998, com a Bé de Rellevància Local, amb IGPCV: 46.198-9999-000005.
S'ubica a nivell del primer pis, a tocar del balcó a la dreta de l'edifici situat al carrer Major 7 del municipi de Potries. Datat de 1853, presenta un bon estat de conservació però el risc de destrucció és alt, ia més la peça de gran interès per estar datada.
La Verge està dreta, sobre la columna, entre resplendors; als peus l'apòstol Jaume i un personatge femení. L'orla té doble filet groc i taronja. El retaule està realitzat amb pintura ceràmica polícroma vidrada sobre fons estannífer llis. Presenta inscripcions (a baix sobre franja blanca): "A EXPENSES DE SIMÓ DIUMENGE. ANY 1853"

## Retaule del Sant Crist de l'Agonia

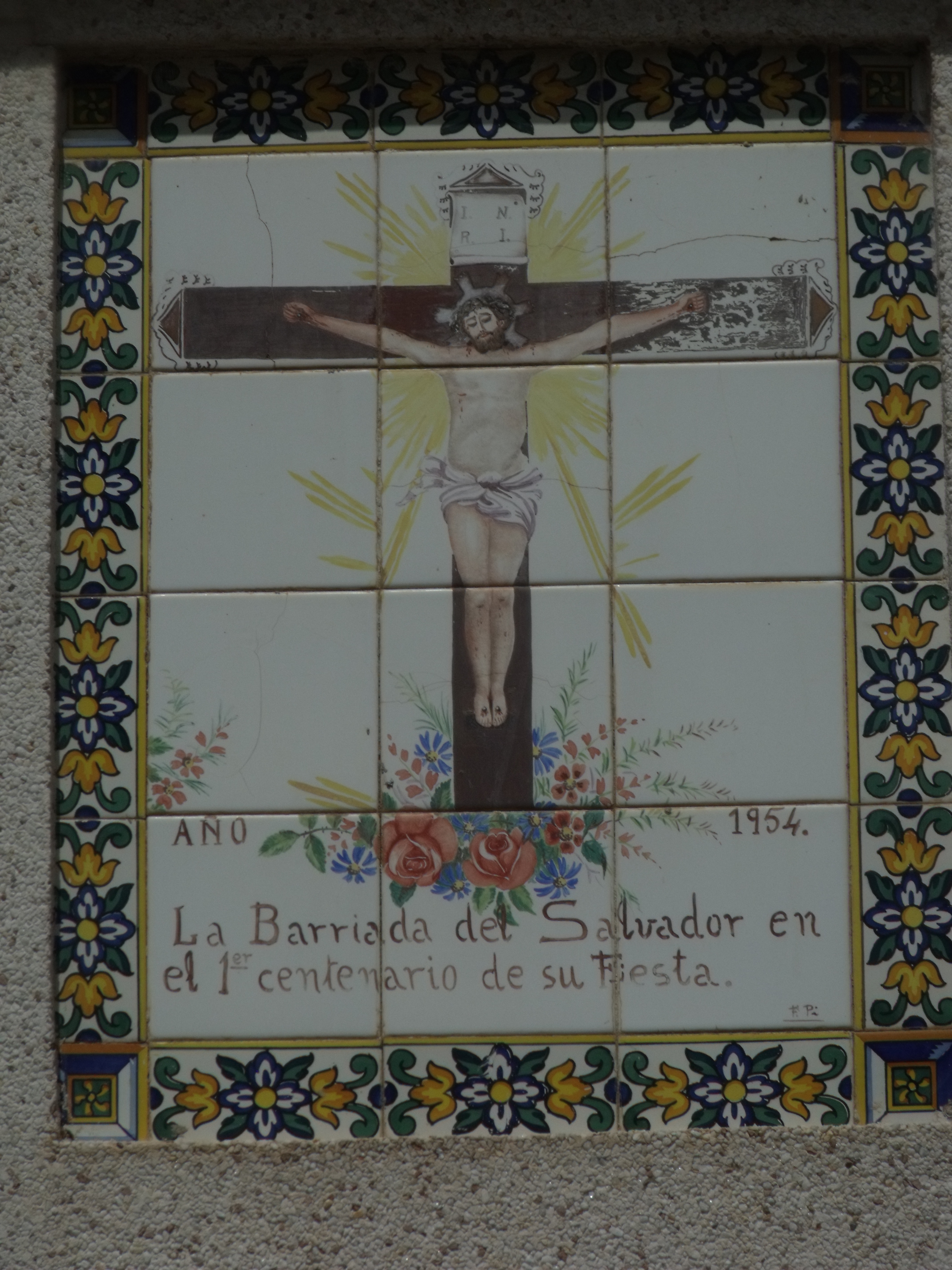

El retaule del Sant Crist de l'Agonia s'ubica a l'alçada de la llinda de la porta d'accés a la casa, situada al número 15 del carrer Sant Salvador, de Potries, a l'extrem esquerre de la façana.
Aquest retaule, amb format rectangular vertical, les dimensions del qual són 0,8 x 0,6 m; està format per un conjunt de 12 panells (de 0,2 x 0,2 m), que representen en conjunt el Crist clavat a la creu, entre resplendors i amb un ram floral als seus peus. L'orla és exempta de cintes amb flors blaves i grogues.
El retaule està realitzat amb pintura ceràmica polícroma vidrada sobre fons estannífer llis. Presenta inscripcions (a baix): "ANY 1954". "LA BARRIADA DEL SALVADOR AL 1er. CENTENARI DE LA SEVA FESTA" (Firmat), "F.P."
Està catalogat com a Bé Immoble d'Etnologia, des de 1991.

## Retaule Ceràmic de Sant Joan Baptista

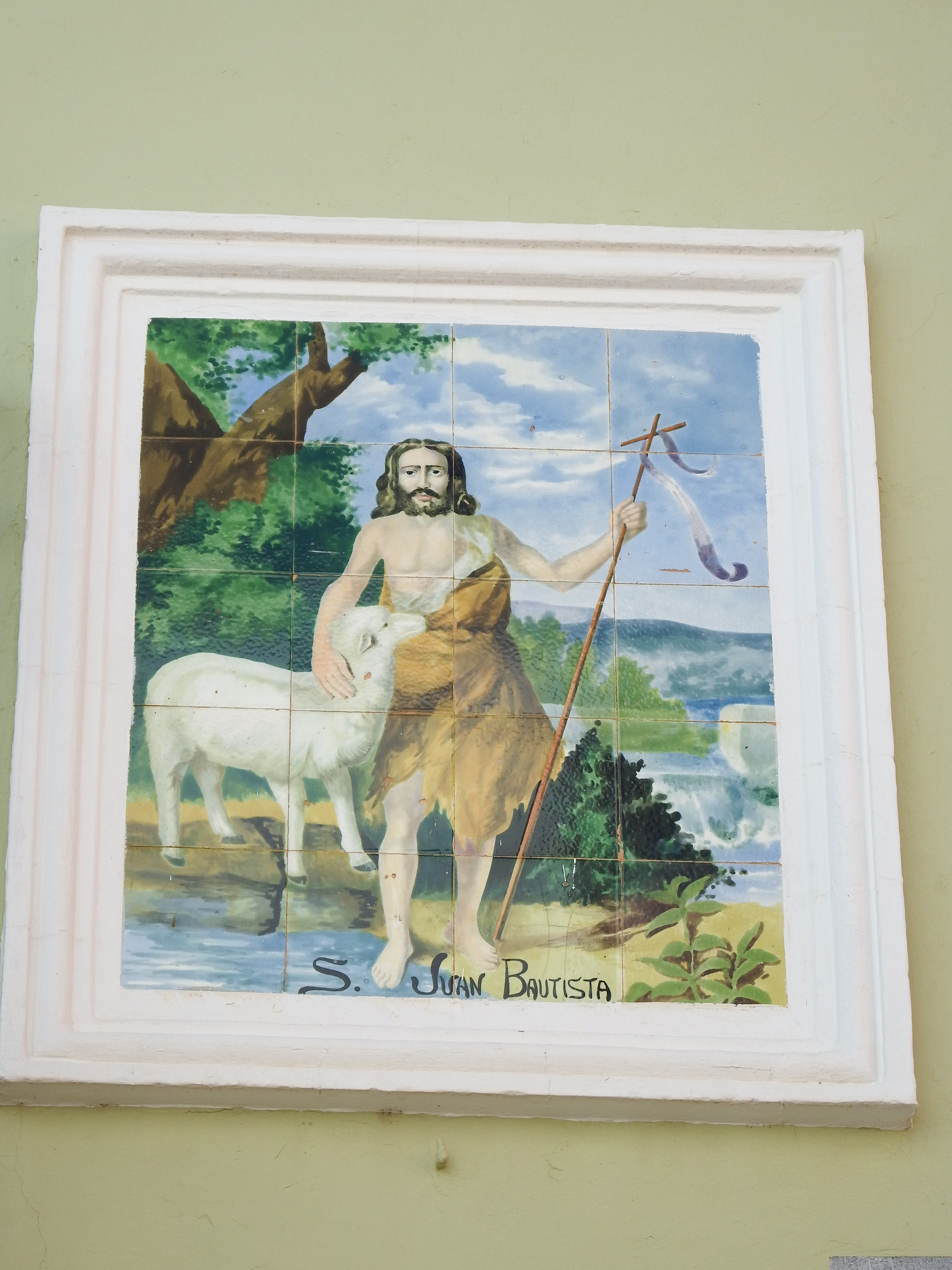

A nivell del primer pis, baix, a l'esquerra del balcó, de l'edifici situat al carrer Sant Joan Baptista 2 de Potries, la Safor, València, s'ubica el retaule ceràmic de Sant Joan Baptista.
Es tracta d'una peça catalogada des de 1991 com a Bé Immoble d'Etnologia.
El retaule, de format rectangular vertical i dimensions són 1 x 0,8 m, no presenta orla i està realitzat amb pintura ceràmica polícroma vidrada sobre fons estannífer llis. Format per un total de 20 peces (de 0,2 x 0,2 m) La fornícula presenta un marc de motllura composta i de sèrie Realitzat amb guix motllurat i pintat Té un format rectangular i les seves dimensions són 1,2 x 1 m.
El retaule presenta el sant dret, vestit amb la pell, amb la creu i la filactèria a l'esquerra, amb la dreta subjecta a un xai, al costat d'un riu i un paisatge frondós. El retaule presenta inscripcions (a baix): "SAN JUAN BAUTISTA"